# عزل حراري

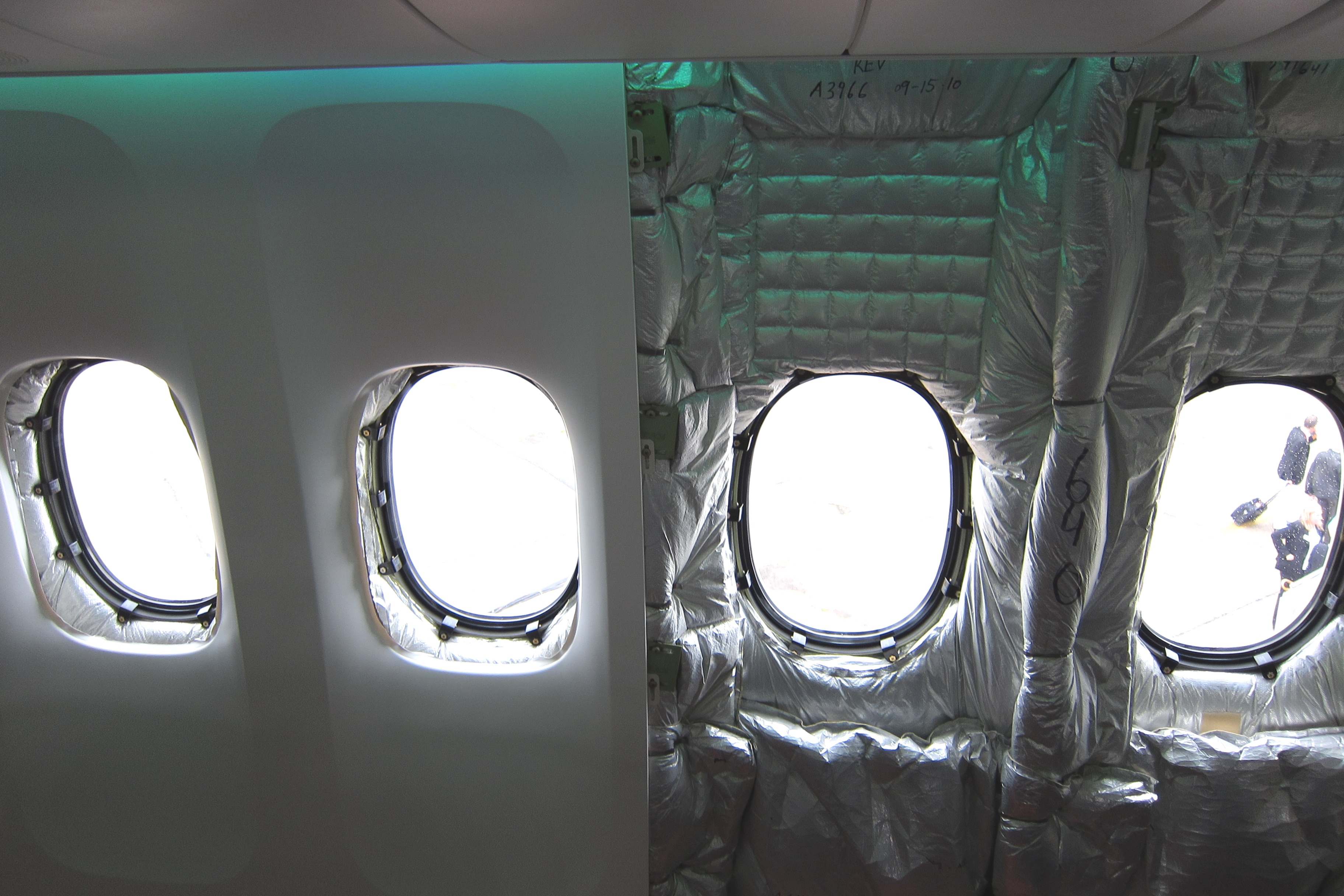
عزل حراري لكابينة طائرة بوينغ 747-8

العزل الحراري يشِير إلى جميع نظم العوازل والعمليات التي تَحُدُ من التبادل الحراري بين حجرات ذات درجة حرارة مختلفة. العزل الحراري في المباني يُصمّم أساساً لاحتواء الحرارة داخل المباني في البلدان الباردة، ومنع دخول الحرارة إلى المبنى في البلدان الدافئة، ويتمّ ذلك باستخدام موادٍ لها خواصٌ عازلةٌ للحرارة بحيث تساعد على الحدّ من تسرّب وانتقال الحرارة من خارج المبنى إلى داخله صيفاً، ومن داخله إلى خارجه شتاءً. تُحَقّق طرق البناء المتوافق كفاءةً عاليةً في العزل الحراري مثل التربة المدكوكة والأكياس الرملية والصوف.

## العزل الحراري
هو منع أو الحد من انتقال الحرارة بين الأجسام عن طريق الاتصال الحراري أو في نطاق الانبعاث الإشعاعي.
نقل الحرارة هو انتقال الطاقة الحرارية بين الأجسام من خلال الاختلاف في درجات الحرارة لهذه الأجسام، حيث أن من المعروف أن الحرارة تعدّ شكل من أشكال الطاقة.وأن الوسيلة لوقف الانبعاث الحراري هو معالجتها بطرق عدة سنذكرها فيما بعد، بالإضافة إلى اختيار مواد ذات سعة حرارية مناسبة تعتمد على عدة عوامل.
التدفق الحراري ناتج بشكل أساسي من اتصال الاجسام مع بعضها البعض من خلال الاختلاف في درجات الحرارة. العزل الحراري يوفر وسيلة للحفاظ على التدرج في درجة الحرارة، من خلال توفير منطقة تكون معزولة والتي يُخَفَّضُ فيها تدفق الحرارة أو ينعكس الإشعاع الحراري بدلا من امتصاصه.
في المباني المواد العازلة تُحَدَّد من خلال كمية مقاسة للقدرة العزلية وتسمى انتقالية حرارية.
على نطاق الهندسة الحرارية لأنظمة العزل للأفران، والمفاعلات، والتوصيل الحراري (thermal conductivity (K)، (specific heat (C) كثافة المنتج والحرارة النوعية هي خصائص المنتجات الرئيسية، والتي تؤثر على كفاءة العزل الحراري.
انخفاض الموصلية الحراري (thermal conductivity) (K) هو مشابه لارتفاع القدرة العازلة (insulating capability) (R)، والسليكا والسيراميك (عزل الألياف) هي أفضل العوازل أداء للتطبيقات ما بين 200 درجة مئوية و 2000 درجة مئوية.
ألياف الزركونيا لديها أدنى توصيل حراري لجميع منتجات الألياف السيراميكة وتستخدم في تطبيقات إلى ما يصل إلى 2000 درجة مئوية.

## التطبيقات

### الملابس
تُخْتَارُ الملابس للحفاظ على درجة حرارة جسم الإنسان.
لتعويض الحرارة العالية المحيطة، يجب تمكين الملابس من السماح للعرق بالخروج (التبريد عن طريق التبخر).
عندما يُتوقع ارتفاع درجات الحرارة أو عند ممارسة التمارين الجسدية، يتصاعد من خلال النسيج يخلق حركة التيارات
الهوائية وبذلك تتم عملية التبريد. هناك طبقة من النسيج يعزل قليلا ويبقي درجات حرارة الجلد أكثر برودة من ذلك. لمكافحة البرد والرطوبة ابقاء الجلد رطبا بينما لا يزال من الضروري وضع عدة طبقات من مواد ذات خواص مختلفة ضرورية لتحقيق هذا الهدف في وقت واحد بحيث تكون مطابقة لإنتاج المرء الحرارة الداخلية ولكمية الحرارة المفقودة التي تحدث. والمفتاح هو طبقات لأغراض مختلفة، مثل فقدان حراري يحدث نتيجة للإشعاع، وطاقة الرياح والحرارة في الفضاء وموصل ضعيف. وهذا الأخير هو الأكثر وضوحا في مجال الأحذية حيث عزل ضد فقدان الحرارة.

## عزل المباني

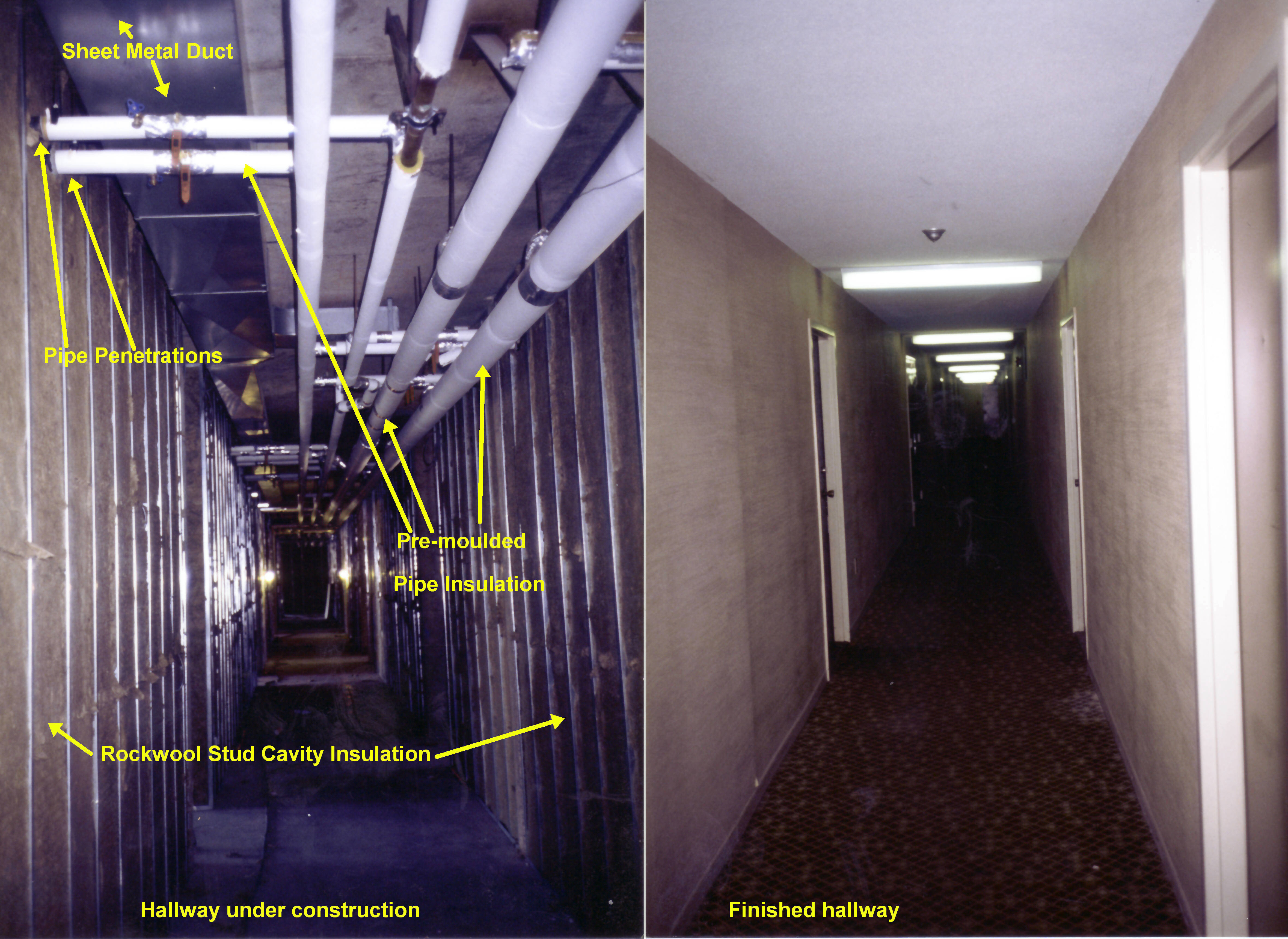
تطبيقات العزل الشائعة في شقة مبنى في أونتاريو،كندا.

الحفاظ على درجات حرارة مقبولة في المباني (عن طريق التسخين والتبريد) يستخدم نسبة كبيرة من الاستهلاك العالمي للطاقة. عندما لا تكون معزولة بشكل جيد. و من مزايا العزل الحراري :
- الكفاءة في استخدام الطاقة، وبالتالي توفير المال.
- توفر درجات حرارة أكثر موحدة في جميع أنحاء الفراغ. هناك نسبة أقل من التدرج في درجة الحرارة على حد سواء عموديا (بين الكاحل والرأس) وأفقيا من الأسقف الخارجية، والجدران والنوافذ والجدران الداخلية، وبالتالي إنتاج بيئة أكثر راحة للمستخدمين عندما تكون درجات الحرارة في الخارج شديدة البرودة أو السخونة.
- لديه الحد الأدنى من النفقات المعتادة. خلافا لوسائل التدفئة والتبريد، العزل لا يتطلب صيانة، أو تعديل دائما. كثير من أشكال العزل الحراري يخفض أيضا الضجيج والاهتزاز، الأصوات القادمة من الخارج، وبالتالي إنتاج بيئة أكثر راحة داخل مبنى.

عزل النوافذ يمكن أن يطبق في البيئات شديدة البرودة أو الحرارة للحد من الإشعاع الحراري الواردة في الصيف، والخسارة في فصل الشتاء. في الصناعة هناك زيادة في الإنفاق على الطاقة، وللحفاظ على درجة حرارة الأجسام أو السوائل للعمليات الصناعية في تلك المصانع. (إذا لم تُعْزَلُ )، هذا يزيد من احتياجاتها من الطاقة من هذه العملية، وبالتالي فإن ذلك يؤدي إلى زيادة في التكاليف والتأثيرات على البيئة المحلية والعالمية.

## العزل الحراري

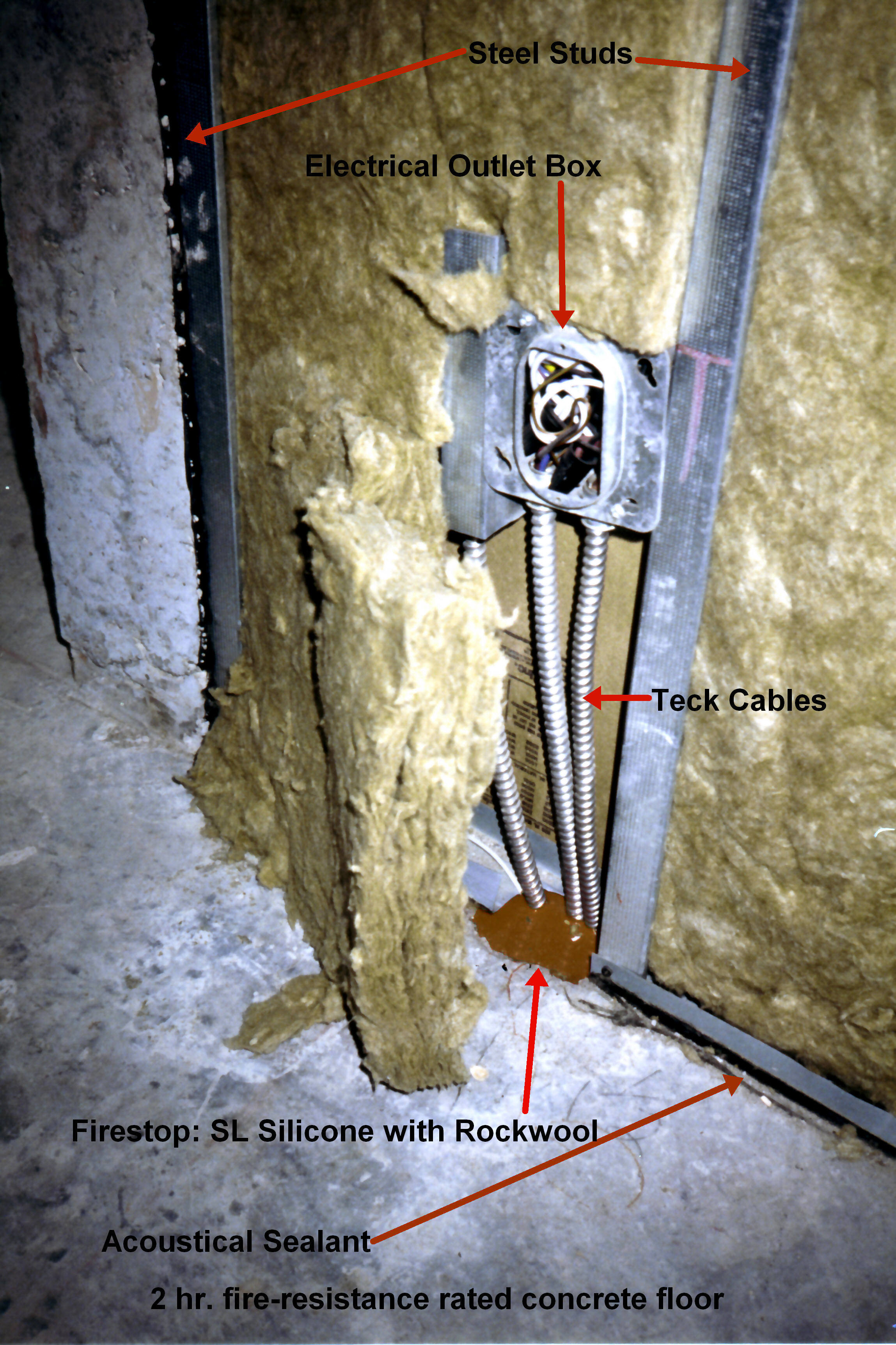
عزل بالصوف الحجري داخل المبنى Kanada.

يمكن تقسيم التبادل الحراري بين المبنى والخارج إلى ثلاثة أنواع هي :
1. الحرارة التي تخترق الجدران والأسقف.
2. الحرارة التي تخترق النوافذ.
3. الحرارة التي تنتقل عبر فتحات التهوية الطبيعية.

وتقدر كمية الحرارة التي تخترق الجدران والأسقف في أيام الصيف بنسبة 60 –70% وأما البقية فتأتي من النوافذ وفتحات التهوية. ويعمل تكييف هواء على خفض درجة حرارة البيت أو المبنى لكي يشعر القاطنون بالراحة والانسجام. وتقدر نسبة الطاقة الكهربائية المستهلكة في الصيف لتبريد المبنى بنسبة حوالي 66% من كامل الطاقة الكهربائية. ومن هنا تنبع أهمية العزل الحراري  لتخفيض استهلاك الطاقة الكهربائية المستخدمة في أغراض التكييف، وذلك للحد من تسرب الحرارة خلال الجدران والأسقف إلى الداخل وتحقيق المسكن الوظيفي الملائم وتقليل التكلفة.

## مزايا استخدام العزل الحراري
1. الترشيد في استهلاك الطاقة الكهربائية، حيث أثبتت التجارب العلمية أن تطبيق استخدام العزل الحراري في المباني السكنية والمنشآت الحكومية والتجارية والصناعية يقلل من الطاقة الكهربائية بمعدلات تصل إلى نسبة 40%.
2. احتفاظ المبنى بدرجة الحرارة المناسبة لمدة طويلة دون الحاجة إلى تشغيل أجهزة التكييف لفترات زمنية طويلة.
3. يسمح باستخدام أجهزة تكييف ذات قدرات صغيرة، وبالتالي تقل تكاليف استهلاك الطاقة والأجهزة المستخدمة.
4. رفع مستوى الراحة لمستخدمي المبنى.
5. يقلل من استخدام أجهزة التكييف مما يقلل من التأثير الصحي والنفسي على الإنسان بسبب الضوضاء الناتجة عن تشغيل تلك الأجهزة.
6. يعمل العزل الحراري على حماية وسلامة المبنى من تغيرات الطقس والتقلبات الجوية حيث يقل فرق درجات الحرارة الناتج عن ارتفاع الحرارة بسبب الشمس نهاراً، وانخفاض درجة الحرارة ليلاً. وتتسبب الفروق المرتفعة في درجة لحرارة بين الليل والنهار في إحداث إجهاد لحوائط المبنى وأجزائه الأخرى كالنوافذ فتفقد خواصها الطبيعية والميكانيكية ويمكن أن تؤدي إلى تشققات بها وتصدعات وشروخ.
7. يؤدي إلى تقليل سمك الحوائط والأسقف الخرسانية اللازمة لتخفيض انتقال الحرارة لداخل المبنى.
8. توفير العبء على محطات إنتاج الطاقة وشبكات التوزيع.

## خصائص مواد العزل الحراري
يستلزم اختيار مادة عازلة معنية معرفة خصائصها الحرارية وخصائصها الأخرى كامتصاص الماء وقابليتها للاحتراق، وصلابتها.. إلخ.

### الخصائص الحرارية
هي قدرة المادة على العزل الحراري، وتُقَاسُ هذه القدرة عادة بمعامل التوصيل الحراري، فكلما قل معامل التوصيل الحراري كلما زادت مقاومة المادة لنقل الحرارة والعكس صحيح، ويتضح من ذلك أن المقاومة الحرارية تتناسب عكسياً مع معامل التوصيل الحراري. وتُنَقَّل الحرارة خلال المادة العازلة الصلبة بالتوصيل. ويلاحظ أن المواد العاكسة تعدّ مواداً فعالة في العزل الحراري لقدرتها العالية على رد الإشعاعات والموجات الحرارية. وتزداد قدرة هذه المواد على العزل بزيادة لمعانها وصقلها، وغالباً ما تكون المادة العازلة متكاملة مع الجدران والأسقف. ولمعرفة المقاومة الكلية للانتقال الحراري لا بد من جمع المقاومات المختلفة لطبقات الحائط أو السقف بما فيها مقاومة (نفاذية) الطبقة الهوائية الملاصقة للأسطح الداخلية والخارجية. وجمع هذه المقاومات يشبه تماماً جمع المقاومات الكهربائية، فهي إما أن تكون على التوازي أو التوالي، ويعتمد هذا على موضع المواد في الحائط أو السقف. وإضافة لما ذكر من خواص حرارية فإن هناك خواص أخرى كالحرارة النوعية والسعة الحرارية ومعامل التمدد الحراري والانتشار والتي يلزم معرفتها لكل مادة عازلة.

## اختيار مواد العزل الحراري المناسبة
إن من أهم العوامل التي تؤثر على اختيار مواد العزل الحراري المناسبة ما يلي:
- أن تكون المادة العازلة ذات معامل توصيل حراري منخفض.
- أن تكون على درجة عالية من مقاومتها لنفاذ الماء نفاذية الإشعاع.
- أن تكون على درجة عالية في مقاومتها لامتصاص بخار الماء.
- أن تكون على درجة عالية في مقاومتها للإجهادات الناتجة عن الفروقات الكبيرة في درجات الحرارة.
- أن تكون ذات خواص ميكانيكية جيدة كارتفاع معامل مقاومة الانضغاط ومعامل المقاومة للكسر.
- أن تكون مقاومة للبكتيريا والعفن والحريق خاصة في الأماكن المعرضة للحريق بسهولة.
- أن تكون ثابتة الأبعاد على المدى الطويل ذات معامل تمدد حراري قليل.
- أن تكون مقاومة للتفاعلات الكيميائية.
- ألا ينتج عنها أي أضرار صحية.

## مواد العزل الحراري
يمكن تقسيم مواد العزل الحراري حسب مصادرها إلى خمسة أقسام:
1. المواد العازلة من أصل حيواني: مثل صوف وشعر الحيوانات، ويعدّ استخدامها كمواد عازلة محدوداً.
2. المواد العازلة من أصل جمادي: كالصوف الزجاجي، وهو من أفضل مواد العزل الحراري.
3. المواد العازلة الصناعية: وتشتمل المطاط والبلاستيك الرغوي، والأخير هو الأكثر شيوعاً، وأكثر ما يستخدم هو نوع البوليسترين البوليورثين الرغوي.
4. المواد العازلة من أصل نباتي: وتشتمل الألياف والمواد السيلولوزية مثل القصب والقطن وخلافه.
5. المواد العازلة بتقنية النانو تكنولوجي: وهي عبارة عن مواد سائلة، تدهن على سطح أفران إذابة الحديد للتخفيف من انبعاث الحرارة منها.

## أنواع المواد العازلة واستخداماتها
يمكن أن توجد المواد العازلة على عدة صور وهي:
1. اللباد.
2. حبيبات الحشو الطفلي الخفيف.
3. سائل رغوي بخاخ.
4. رغوي صلب (لوائح أو شرائح).

### اللباد
يوجد في السوق على شكل لفائف طويلة وسماكات مختلفة، وأغلب اللباد مغلف بالورق أو برقائق معدنية مزودة بإطار من الجانبين لمسك الجوانب، ويمكن أن تكون الرقيقة المعدنية على وجه واحد من تلك اللفائف، كما يمكن أن يكون أحد الأوجه مغلفاً بالورق المغطى بالأسفلت أو البيتومين ليعمل كحاجز للبخار أو الرطوبة أو طبقة من الورق الرقيق المثقب على الوجه الآخر.
وغالباً ما يصنع اللباد من مواد عضوية تشتمل على ألياف زجاجية. وكذلك يمكن توفر الألياف السليولوزية على هيئة اللباد. ويوضع اللباد على الحائط الداخلي للبناء، وغالباً ما يستخدم في عزل الأسقف والحوائط.